# NGC 7632
NGC 7632 este o galaxie lenticulară situată în constelația Cocorul. A fost descoperită în 5 septembrie 1834 de către John Herschel. Se află la o distanță de 21,04 de megaparseci de Pământ.